# Olio alimentare

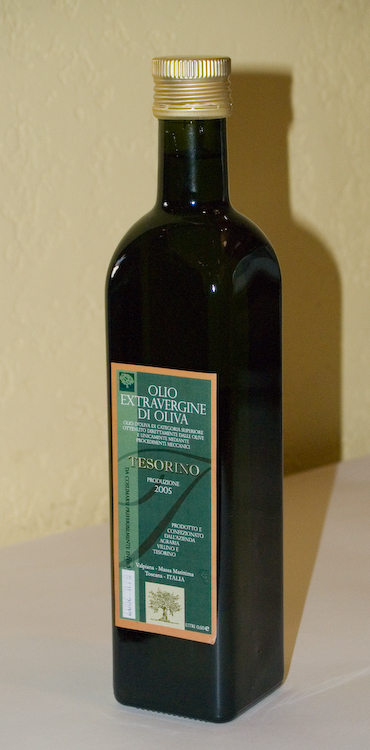
Olio extravergine di oliva

Gli oli alimentari sono prodotti utilizzati a scopo alimentare di natura lipidica che si trovano allo stato liquido a temperatura ambiente.
Possono essere utilizzati come condimento "a crudo", per friggere o per conservare alimenti (cibi sott'olio).

## Origine
Gli oli destinati ad uso alimentare sono in genere oli vegetali e più raramente oli animali.
Gli oli vegetali derivano generalmente dalla spremitura di semi oleosi (ad esempio di girasole, arachide, ecc.) o anche da frutti (ad esempio olio di oliva, olio di palma...). Nella etichettatura alimentare la dicitura "olio alimentare" o "olio vegetale" non dà pertanto nessuna garanzia sulla composizione ed origine dell'olio stesso. Con l'entrata in vigore del regolamento europeo del 24 ottobre 2011, negli alimenti non è più sufficiente l'indicazione generica di «olio vegetale»  ma è obbligatorio indicare la specie vegetale da cui deriva (es: olio vegetale di palma).
L’espressione «totalmente o parzialmente idrogenato», a seconda dei casi, deve accompagnare l’indicazione di un grasso idrogenato.
Un olio alimentare può anche avere origine non biologica, come nel caso dell'olio esterificato, che veniva prodotto in Germania durante la seconda guerra mondiale a causa della carenza di grassi di origine animale e vegetale. La produzione di tale olio è vietata in Italia dal 1960 (legge n. 1407).